# Грегорі Метьюс
Грегорі Макалістер Метьюз (англ. Gregory Macalister Mathews; 10 вересня 1876 — 27 березня 1949) — австралійський та британський орнітолог.

## Біографія
Він народився в Біамблі в Новому Південному Уельсі,
Метьюс заробив багатство у гірничій справі і переїхав до Англії в 1902 році. У 1910 році його обрали членом Королівського товариства Единбурга.
Метьюс був суперечливою фігурою в австралійській орнітології. Він відповідав за залучення триноміальної номенклатури до місцевої систематики. Метьюс створив велику кількість підвидів за мізерними ознаками. Пізніше він почав розщеплювати роди.
Він був головою Британського клубу орнітологів з 1935 по 1938 рік. У 1939 році отримав орден Британської імперії за внесок в орнітологію.
У 1939 році обраний членом Королівського австралійського союзу орнітологів і обіймав посаду президента у 1946—1947 роках. Він подарував свою орнітологічну бібліотеку Національній бібліотеці Австралії в 1939 році.
Метьюс написав численні праці до орнітологічної літератури, особливо про таксономію та номенклатуру, а також заснував, фінансував, редагував та був головним автором журналу The Austral Avian Record . До осоновних праць Метьюза належать:
- 1908 — The Handlist of the Birds of Australia. (Based on A Handlist of Birds by Bowdler Sharpe).
- 1910—1927 — The Birds of Australia Witherby: London. (12 volumes, assisted by Tom Iredale).
- 1912 — The Reference List of the Birds of Australia. (Novitates Zoologicae, 18 January 1912).
- 1913 — A List of the Birds of Australia. Witherby: London.
- 1920 — The Name List of the Birds of Australia.
- 1921 — A Manual of the Birds of Australia. Volume I: Orders Casuarii to Columbae. Witherby: London. (With Tom Iredale. Only one volume published of a projected four).
- 1924 — The Check-List of the Birds of Australia. Witherby: London. (Comprising Supplements 1-3 of The Birds of Australia).
- 1925 — The Bibliography of the Birds of Australia. Witherby: London. (Comprising Supplements 4 and 5 of The Birds of Australia).
- 1927 — Systema Avium Australasianarum. a Systematic List of the Birds of the Australasian Region. BOU: London. (2 volumes).
- 1928 — The Birds of Norfolk and Lord Howe Islands and the Australian South Polar Quadrant. Witherby: London.
- 1931 — A List of the Birds of Australasia, Including New Zealand, Lord Howe and Norfolk Islands, and the Australasian Antarctic Quadrant.
- 1936 — A Supplement to the Birds of Norfolk and Lord Howe Islands to which is Added those Birds of New Zealand not figured by Buller. Witherby: London.
- 1942 — Birds and Books: the Story of the Mathews Ornithological Library. Verity Hewitt Bookshop: Canberra.
- 1943 — Notes on the Order Procellariiformes. (With Edward Hallstrom).
- 1946 — A Working List of Australian Birds, including the Australian Quadrant and New Zealand. Shepherd Press: Sydney.